# Catalitzador
|  | Per a altres significats, vegeu «catalitzador (desambiguació)». |

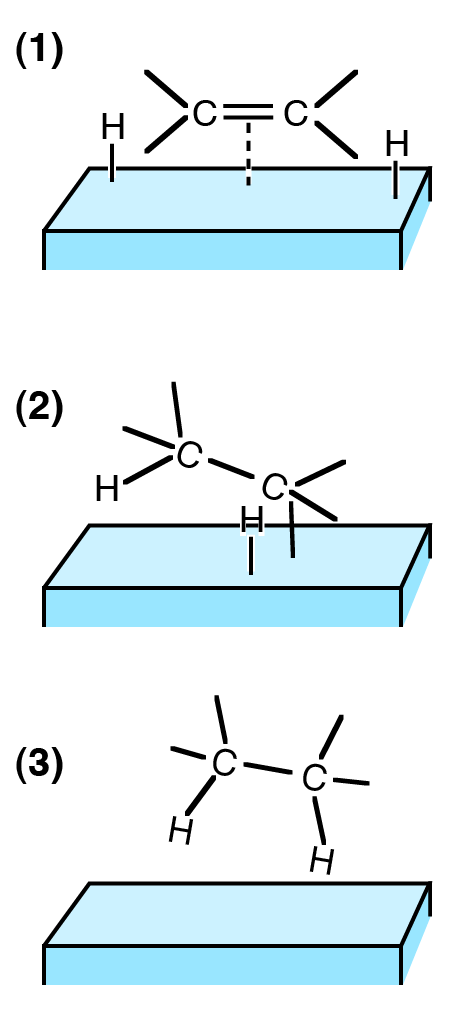
La hidrogenació de C = C en un llit de catalitzador:
(1) Els reactius són adsorbits sobre la superfície del catalitzador i H2 es dissocia.
(2) Un àtom d'hidrogen s'uneix a un dels àtoms de C. L'altre àtom de carboni està unit a la superfície.
(3) Un segon àtom de carboni s'uneix a un àtom d'H. La molècula s'allunya de la superfície.

En química, un catalitzador (del Grec: καταλύτης, catalytēs), és una substància que incrementa la velocitat d'una reacció química («Catalitzadors positius» o «promotors») o qui la disminueix («Catalitzadors negatius" o "inhibidors»). El catalitzador, que en general està en una quantitat molt menor que els reactius, no es consumeix i es troba sense canvis al final de la reacció.
Hi ha dos tipus de catalitzadors,
- Homogenis: es troben en la mateixa fase que els reactius i productes (generalment líquids)
- Heterogenis: es troben en una fase diferent que els reactius i productes. El cas més habitual és el d'un catalitzador sòlid i reactius i productes en dissolució o/i gasós.

A nivell energètic la funció del catalitzador és baixar la enèrgia de l'estat de transició i, per tant l'energia d'activació de la reacció. Però un catalitzador no canvia el funcionament o la composició del sistema estatal final, com la reacció és reversible, en la direcció oposada també està catalitzada. Per tant, un catalitzador no permet que es produeixin reaccions termodinàmicament impossibles.
Els principals catalitzadors són els metalls de transició, ja sigui en la seva forma metàl·lica o formant complexos (s'utilitzen per exemple en el procés tèrmic de la fabricació de biocombustibles).

## Principi de funcionament

L'estat de transició inicial se substitueix per diversos intermedis de reacció i estats de transició d'energia més baixa (aquí tenim un cas de 4 reaccions successives).

Un catalitzador és una substància que juga en la velocitat de reacció, però no es considera com a reactiu, ja que en principi es regenera al final de la reacció. Si forma part de la reacció, aquesta es diu auto-catalitica.
El catalitzador augmenta la velocitat de reacció amb la introducció de nous camins de reacció d'acord amb aquest mecanisme:
X + C → XC (1)
Y + XC → XYC (2)
XYC → CZ (3)

CZ → C + Z (4)
Encara que el catalitzador és consumit per la reacció 1, és produït per la reacció 4, de manera que la reacció general és:

X + Y → Z
El catalitzador funciona proporcionant un mecanisme alternatiu que permet diferents estats de transició i les energies d'activació (o energia lliure de Gibbs) més baixos. Com cada part de la reacció que tenen lloc amb més facilitat, la mateixa reacció serà facilitat.
Per això en la indústria química s'usa àmpliament els catalitzadors, que permeten augmentar la rapiditat i reduir al mínim els costos de producció (amb l'ús de la temperatura d'escalfament inferior).
A més, un catalitzador selectiu pot promoure la formació del producte desitjat amb prioritat als productes secundaris. Això pot ser molt interessant en el cas de la química del medi ambient, per exemple, limitant la quantitat de residus generats en lloc de les reaccions en què es consumeixen part dels reactius per a formar productes secundaris.
Finalment, com el catalitzador es recupera al final de la reacció es pot reutilitzar i, per tant, han d'estar presents en petites quantitats en relació amb els reactius.
Malgrat això, un catalitzador pot ser desactivat amb el temps, les raons poden ser diverses: la intoxicació, l'emmascarament dels llocs (acumulació de pols o inorgànics o no combustibles en el cas de catalitzador que s'utilitza en sistemes tèrmics), el desgast (fricció entre el catalitzador) o efectes tèrmics (la formació d'un aglomerat).
Això és un dels criteris per a la selecció del catalitzador: ha de romandre intacte després de diversos cicles de reacció sense ser discapacitat.

### No afecta l'equilibri
El catalitzador no modifica l'energia lliure de Gibbs total de la reacció que és una funció d'estat del sistema i llavors no té cap efecte sobre la constant d'equilibri.
De fet, un catalitzador no pot fer possible una reacció energèticament desfavorable, ni es pot canviar el rendiment final o modificar l'equilibri d'una reacció química. Això és perquè el catalitzador té efectes tant en la velocitat de reacció, com en la velocitat de reacció inversa (principi de microreversibilitat). L'entalpia lliure de la reacció no s'ha modificat.
El fet que el catalitzador no canviï l'equilibri és una conseqüència de la segona llei de la termodinàmica.

## Diferents tipus de catalitzadors
Hi ha diferents tipus de catalitzadors que es poden organitzar conforme al medi en què es produeix la reacció.
Podem classificar els principals grups com:
- Catàlisi homogènia
- Catàlisi heterogènia
- Catàlisi àcid-base
- Catàlisi enzimàtica